# Cyanotis somaliensis
Cyanotis somaliensis är en himmelsblomsväxtart som beskrevs av Charles Baron Clarke. Cyanotis somaliensis ingår i släktet Cyanotis och familjen himmelsblomsväxter. Inga underarter finns listade.

## Bildgalleri

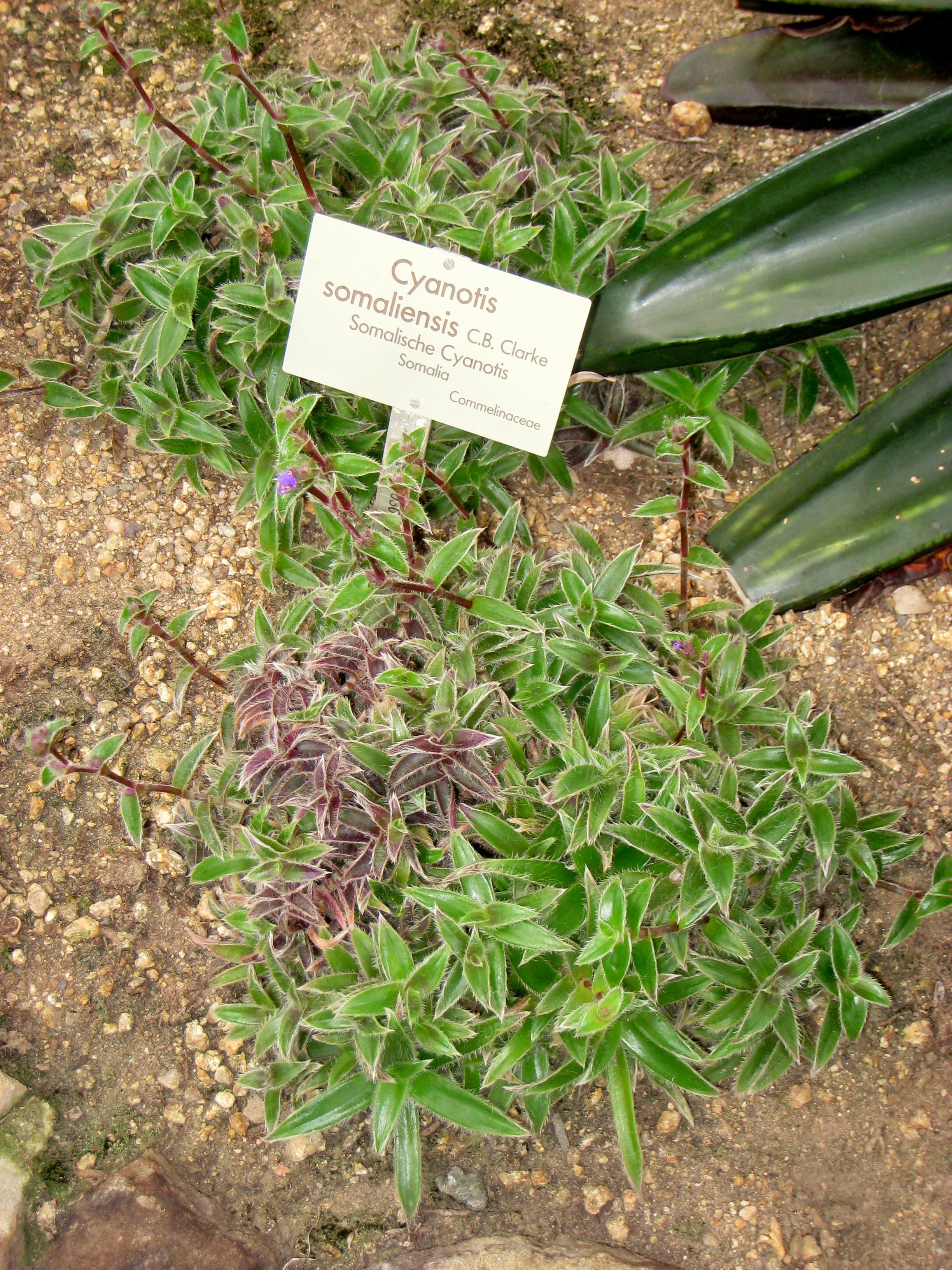
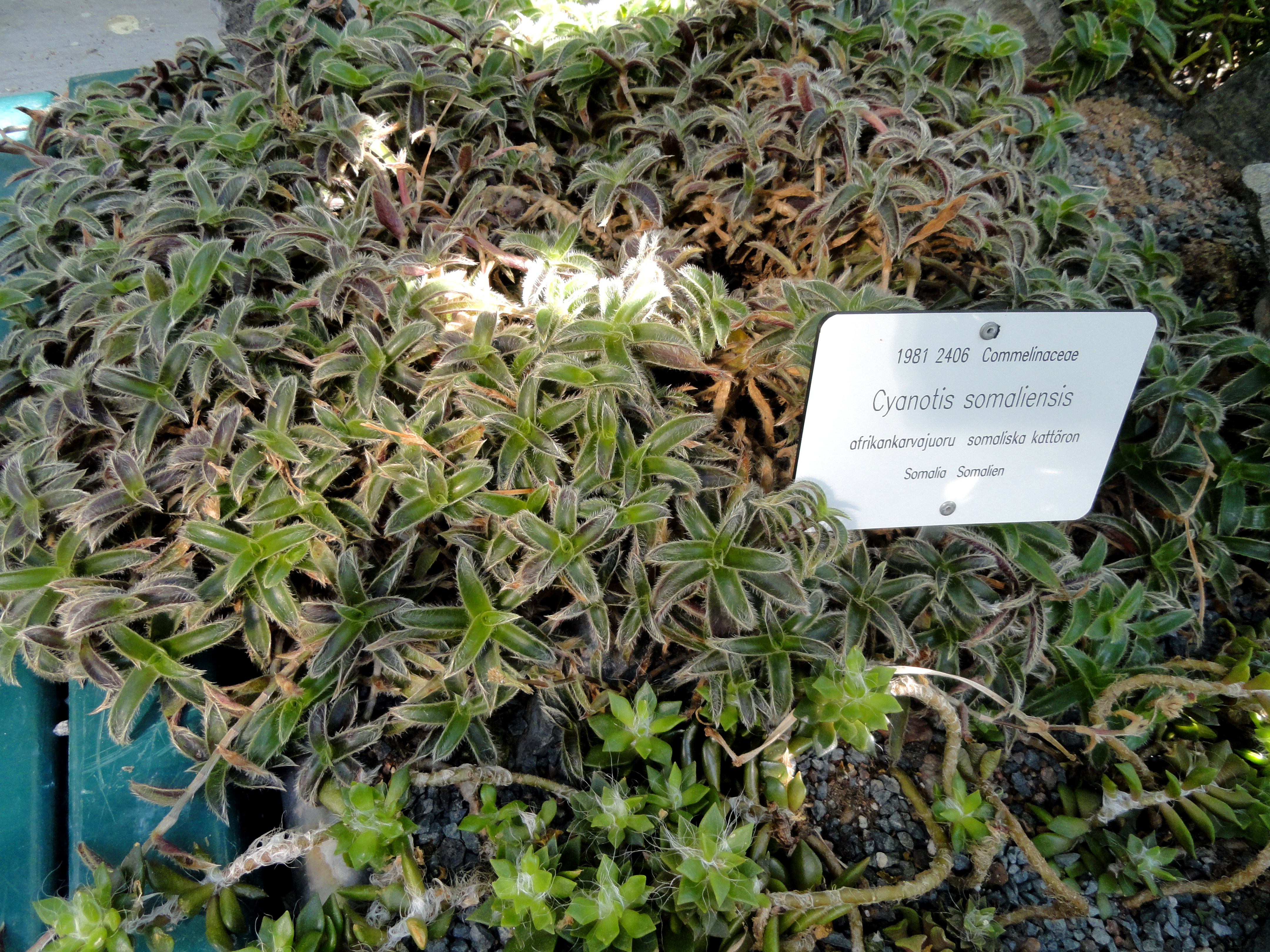
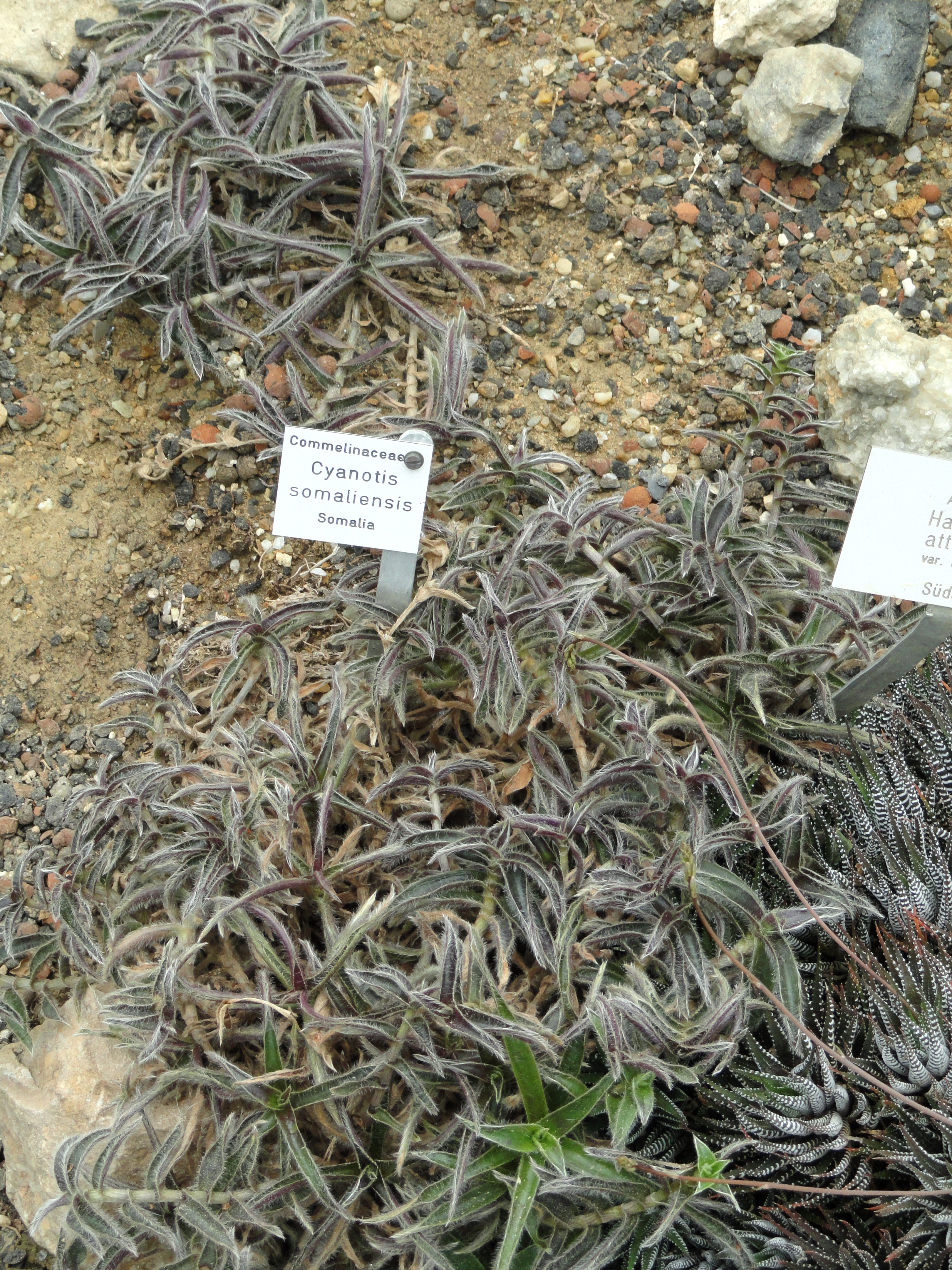
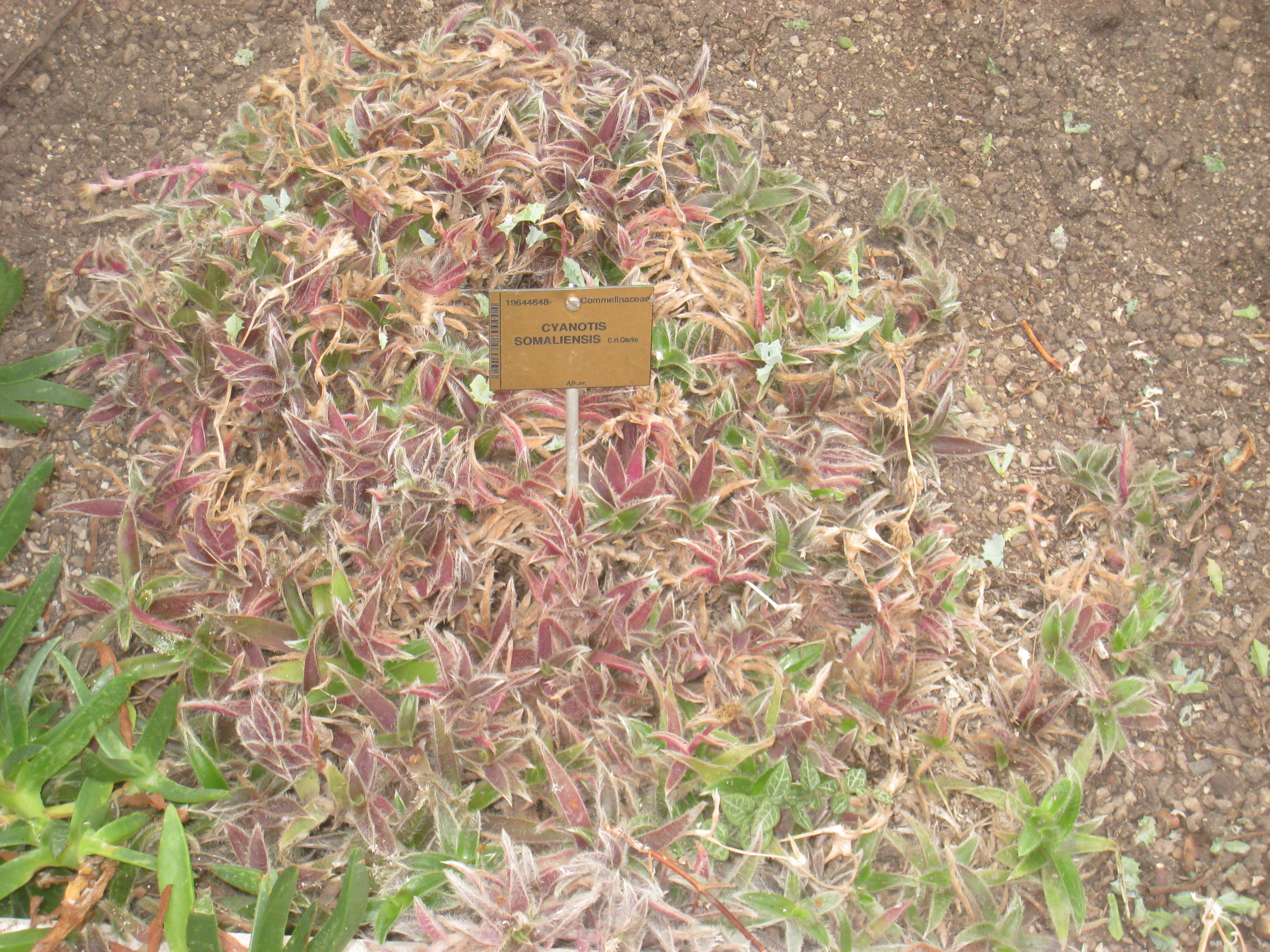
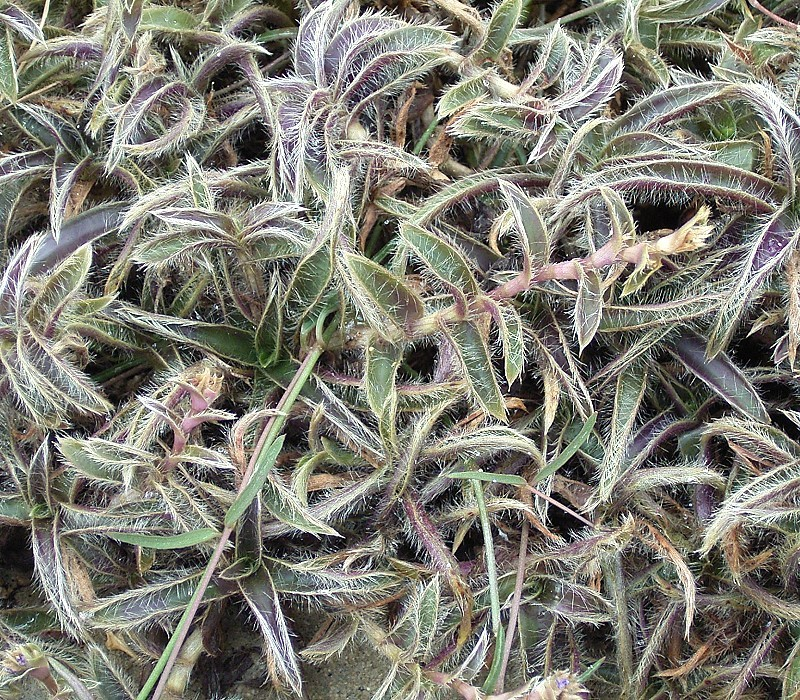
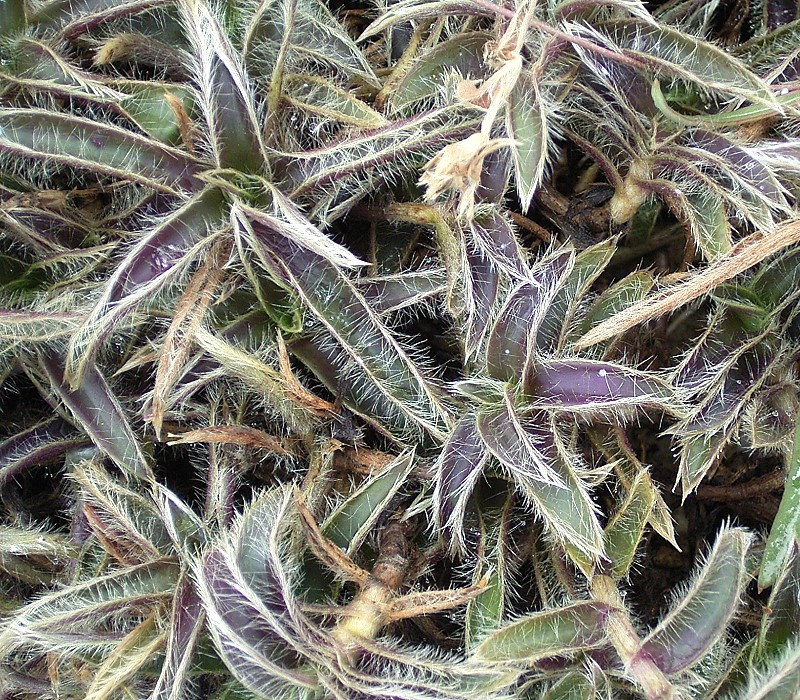